# Сава Бјелановић
Сава Бјелановић (Ђеврске, 15. октобар 1850 — Задар, 2. март 1897) био је српски политичар. Бјелановић је био вођа Срба у Далмацији и народни посланик у покрајинском Далматинском Сабору.
Такође, био је покретач (издавалац) и одговорни уредник Српског листа (1880) који је излазио у Задру док није био забрањен, а потом је издавао Српски глас (1888) који је излазио све до 1905. године.

## Биографија
Умро је у Задру, где је и провео и већи део живота. Сахрањен је у селу Ђеврске. Сава Бјелановић је један од оснивача и први предсједник приморске Српске народне странке.
Приморски Срби друге половине 19. вијека нису имали значајнију политичку личност, нити одлучнијег борца за национална права од Саве Бјелановића. Био је то човјек непоколебљиве вјере и упорности, а као полемичар личност од ауторитета, снажних аргумената и оштрог језика.
Рођен је 27/15. октобра 1850. године у селу Ђеврске, код Кистања, у сјеверној Далмацији, у богатој сеоској породици. Деда по оцу Сава је био православни свештеник, месни парох, а отац Андрија се школовао у Задру а потом бавио сликарством као вешти самоук. Без оца Андрије (званог Јандрија) је остао кад је имао свега седам година. Бјелановићев дјед по мајци, Пане Сабљић, био је српски заступник на првом Далматинском сабору у Задру, што је без сумње одиграло пресудну улогу у каснијем његовом опредјељењу за политички и публицистички рад. У Задру је завршио основну школу и гимназију. Под утицајем Светозара Милетића и његове "Заставе", омладина задарска у којој се налазио Сава основали су Ђачко друштво које је чак имало свој лист "Првенац". Августа 1874. године положио је гимназијски испит зрелости. Правне науке студирао је у Бечу, гдје се активно укључио у рад српских студентских дружина. По завршетку студија 1877. године, одбија понуду Земаљске владе из Сарајева да ради у судству, враћа се у Задар, гдје се укључује у жив национални рад, а 1880. године учествује у оснивању политичког гласила "Српски лист" (од 1888. године због забране излази под измијењеним именом "Српски глас"). Упркос честим забранама, Бјелановић је лист уређивао све до смрти 1897. године, а након тога гласило је излазило све до почетка 1905. године. Од 1883. године до краја живота, био је заступник у Далматинском сабору у Задру, да би 1897. године (последње године свог живота) био изабран за српског заступника у бечком парламенту.
Био је Бјалановић ниског раста па су га познаници звали "Сака" или "Савица". Оженио се Сава 1891. године са Даницом Баљковом, девојком коју је познавао од детињства. Њен отац Герасим је из Ђеврсака прешао у Задар да би ту отворио трговину. Имали су 2 сина и 3 ћерке. Умро је Саво од туберкулозе у Задру 14. марта 1897. године, а сахрањен је у родним Ђеврскама. Удова Даница је умрла 11. септ. 1931. у Задру.

## Рад
Публицистичким и књижевним радом почео се бавити још као гимназијалац. Прве чланке објавио је у „Застави” Светозара Милетића 1871. године, да би од покретања Српског листа био не само уредник, него и најзаступљенији аутор, подједнако у политичкој публицистици, путописима, фељтонима и књижевним рецензијама. Због изразите политичке досљедности и исправности, а нарочито због залагања за "програм Српства трију вјера", уобличеног у низу чланака под насловом „Вјера и народност”, у току 1881. године, Бјелановића су у публицистичким текстовима оштро нападали хрватски клерикални кругови, предвођени дон Михом Павлиновићем. Након више таквих Павлиновићевих чланака у задарском Народном листу 1882. године, објављених под насловом Мисао хрватска и мисао србска у Далмацији, Бјелановић је жестоко одговорио у Српском листу, у серији текстова под заједничким насловом Дон Михо на бранику, које су савременици назвали "бисером новинарске вјештине". Сљедеће, 1883. године, наведени чланци су под истим насловом објављени и као посебна књига. Бјелановић је написао значајну студију о Божидару Петрановићу: Живот и рад Д-ра Божидара Петрановића (1883). Међу књижевним прилозима, издвајамо запажене рецензије о књигама: Љубомира П. Ненадовића (1881), Лазе К. Лазаревића (1887), о Гундулићевом Осману (1890); а посебну умјетничку вриједност имају путописи: Дан девети, путне црте из Црне Горе (1886), Снијег у Црној Гори (1890), Кроз славенске земље (1891—93), С пута, црте по Хрватској, Угарској и Србији (1895), Из српско-талијанских сватова, црте с пута по Црној Гори и Италији (1896).
Као најзначајније Бјелановићево књижевно остварење издвајамо путопис "Кроз славенске земље", који је настао у љето 1890. године, за вријеме његовог путовања у чувено чешко љечилиште Карлове Вари и боравка у Прагу, а затим проласка кроз Будимпешту и боравка у Београду. Путопис је публиковао у наставцима сам Бјелановић у Српском гласу (1891—93), а као посебна књига објављен је у Штампарији Шпире Артале, у Задру септембра мјесеца 1897. године, у знак поштовања према рано преминулом вођи далматинских Срба.
Бјелановић је био писац изразите књижевне културе, тако да у његовој путописној прози долази до ненаметљиве синтезе документарног и умјетничког поступка. У путопису Кроз славенске земље, такав поступак нарочито долази до изражаја у обједињавању сажетих историјских студија о бурној судбини чешког народа, са путничким доживљајима чешке земље и људи. У историјским реминисценцијама полази од јуначког војводе Сама из 7. вијека, те кнегиње Либуше и заснивања народне династије Пшемислова, преко крвавих вјерских обрачуна католика против Хусита у средњем вијеку, а завршава их приказом савремених политичких тежњи чешког народа на крају 19. вијека. У приказу путничких доживљаја нарочито мјесто припада опису знаменитости града "златног" Прага (Вишехрад, Храдчани, готска катедрала Светога Вита, Тински храм, Народно позориште, Народни музеј, Карлов мост, Карлов универзитет, бројни мостови и тргови), као најљепше европске престонице тога времена. Међу сусретима са знаменитим чешким личностима у Прагу, нарочито мјесто припада новинару и публицисти Јозефу Холечеку, писцу чувених књига о Црној Гори и Херцеговини, које је посјетио у току Српско-турских ратова 1876—77. године, а памтио их је као „најмилију успомену свога живота”.
У приказу Београда и Србије, као друге велике теме свога путописа, Бјелановић са много успјеха приказује политичку и књижевну атмосферу у српској престоници на крају 19. вијека, а при томе живо описује сусрете са бројним јавним личностима тога времена. Поред сажете историјске студије о граду Београду, поред упечатљивих описа тадашњег изгледа престонице (Калемегдан, Теразије, споменик књазу Михаилу, Народно позориште, Народни музеј, Саборна црква, бројне кафане, редакције листова, чувена калдрма на улицама и слично), драгоцјени су прикази сусрета са угледним књижевницима: попут Јована Илића, Матије Бана, Милана Ђ. Милићевића, те нарочито са видно изнемоглим и болесним Лазом К. Лазаревићем, који је тада живио посљедње мјесеце живота. Бјелановић је тада са живим интересовањем пропутовао кроз Шумадију и нове крајеве Србије само да би се сусрео са чувеним политичарем Јованом Ристићем, који је био на одмору и лијечењу у Врањској Бањи.
Све што смо укратко поменули, као и бројне друге упечатљиве странице Бјелановићевог дјела Кроз славенске земље, међу којима вриједи издвојити и узбудљиви опис путовања жељезницом преко планинског масива Семеринг између Граца и Беча, те наглашено емотивну евокацију студентских успомена приликом боравка у Бечу и слично, чине ову књигу једним од најљепших путописа српске књижевности.
Лазар Томановић му је био велики пријатељ.